# أوين دريك
أوين دريك (بالإنجليزية: Owen Drake)‏ هو سياسي أمريكي، ولد في 1936، وتوفي في 27 يونيو 2011. حزبياً، نشط في الحزب الجمهوري. وقد انتخب عضو مجلس نواب ألاباما.